# 데이비드 캐시디
데이비드 캐시디(영어: David Cassidy, 1950년 4월 12일 ~ 2017년 11월 21일)는 미국의 배우, 가수이다. 딸 케이티 캐시디도 배우로 활동하고 있다.

## 출연 작품
- 딕시칙스: 셧업 앤 싱 (2006)
- 팝스타 (2005)
- 디 어프렌티스 (2004)
- 더 데일리 쇼 위드 존 스튜어트 (1996)
- 더 스피릿 오브'76 (1990)
- 꿈꾸는 낙원 (1978)
- 새로운 파트리지 패밀리 (1970)